# Bariolage
Mit der Streichinstrumenttechnik Bariolage ist ein schneller Wechsel zwischen einer gleichbleibenden Note und sich ändernden Noten, die eine Melodie entweder über oder unter der gleichbleibenden Note formen, gemeint. Diese Technik wird häufig in der Barockmusik verwendet, wo die gleichbleibende Note üblicherweise eine Leersaite ist. Dies hat das Ziel, ein Maximum an Resonanz im Instrument zu erreichen.
Der untere Ausschnitt, geschrieben für Violine, enthält Bariolage im zweiten Takt. In diesem Beispiel wird ein A (Leersaite auf der Violine) als gleichbleibende Note und ein F und ein E als sich ändernde Noten verwendet.

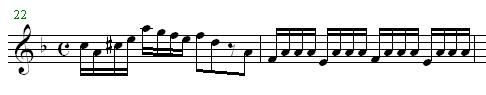
Ein Musikausschnitt mit einem Beispiel für Bariolage.

Ein sehr bekanntes Beispiel für Bariolage ist Bachs Präludium der E-Dur Partita für Solovioline, in der sogar drei Saiten involviert sind (eine Leersaite und zwei gegriffene Saiten). Andere Beispiele sind der dritte Satz vom Sommer aus den Vier Jahreszeiten von Antonio Vivaldi oder das Präludium der ersten Cellosuite von Bach, in denen Bariolage auch teilweise vorkommt.
Bariolage kann allerdings auch bedeuten, dass die gleiche Note, normalerweise eine Leersaite, gegriffen auf der nächsttieferen Saite gespielt wird. Joseph Haydn hat diesen Effekt in dem Menuett seiner 28. Sinfonie benutzt und auch im Finale seines Streichquartetts op. 50 Nr. 6. Der schnelle Wechsel zwischen der Leersaite und der gegriffenen Note mit gleicher Tonhöhe, aber anderer Tonfarbe gibt dem Quartett seinen Spitznamen „Der Frosch“.